# Jaime Valls Esponda
Jaime Valls Esponda (Tuxtla Gutiérrez, Chiapas; 22 de julio de 1968) es un político mexicano, expresidente Municipal de Tuxtla Gutiérrez.

## Biografía
Formación Académica:
Maestro en Economía Política de la Universidad de Essex en Inglaterra, becado por el Consejo Nacional de Ciencia y Tecnología (CONACYT). 
Diplomado en Información Tecnológica para Sistemas Fiscales del Instituto Lincoln y Universidad de Harvard.
Licenciado en Economía, del Instituto Tecnológico Autónomo de México (ITAM).
Diplomado Automatizado de Impuestos (ITAM)
Seminario de Alto nivel impartido por el Centro de Investigación y Docencia Económicas (CIDE) y la Universidad de Yale
Seminario los “Retos del Rector Frente a la Universidad del Futuro” (UP, IPADE, ANUIES)
Experiencia Laboral:
Secretario General Ejecutivo, Asociación Nacional de Universidades e Instituciones de Educación Superior (ANUIES), de enero de 2015 a la fecha (Gestión 2015-2019).
Actualmente es Comisario Propietario por la Serie “B” de los certificados de aportación Patrimonial de BANOBRAS.
Rector de la Universidad Autónoma de Chiapas, Gestión 2010–2014.
Presidente Municipal Constitucional de Tuxtla Gutiérrez, Chiapas, Gestión 2008-2010.
·  Presidente de la Asociación de Autoridades Locales de México, A.C. (AALMAC) 2009-2010.
·  Consejero Propietario del Consejo Directivo del Banco Nacional de Obras y Servicios Públicos S.N.C (Banobras) 2009-2010.
Secretario de Planeación y Desarrollo Sustentable del Gobierno del Estado de Chiapas diciembre de 2006-abril de 2007.
Tesorero del Ayuntamiento de Tuxtla Gutiérrez, Chiapas 2005-2006.
Profesor en la Universidad del Valle de Mëxico, Campus Tuxtla. Asignatura "Cambio Global" (7-8 y 7-9 am), Tuxtla Gutiérrez, Chiapas. 2005-2006
Director general Adjunto de Participaciones y Aportaciones Federales en la Unidad de Coordinación con Entidades Federativas de la Secretaría de Hacienda y Crédito Público 2002-2004.
Director general Adjunto de Evaluación, Coordinador de Asesores del Subsecretario de Comunicaciones y del Presidente de la Comisión Federal de Telecomunicaciones, en la Secretaría de Comunicaciones y Transportes 1997-2001.
Coordinador de Asesores del Oficial Mayor de la Secretaría de Educación Pública 1995-1996.
Jefe de Departamento, Subdirector y Director de Área en la Administración General de Recaudación 1990-1994.
Tesorero y Secretario del Colegio Nacional de Economistas.
Es autor de los libros
Mercado Juan Sabines, Planeación y Participación Ciudadana. Editorial Areópago 2010.
El Gobierno Municipal en la Era Global, en coautoría con el Dr. Benjamín Revuelta. Editorial Porrúa 2013.
Reconocimiento
Reconocimiento al Mérito Profesional otorgado por el Instituto Tecnológico Autónomo de México (ITAM) 2014.
Ha estado incluido en el listado de los 300 líderes más influyentes de México, de la Revista Líderes Mexicanos.